# Piedad

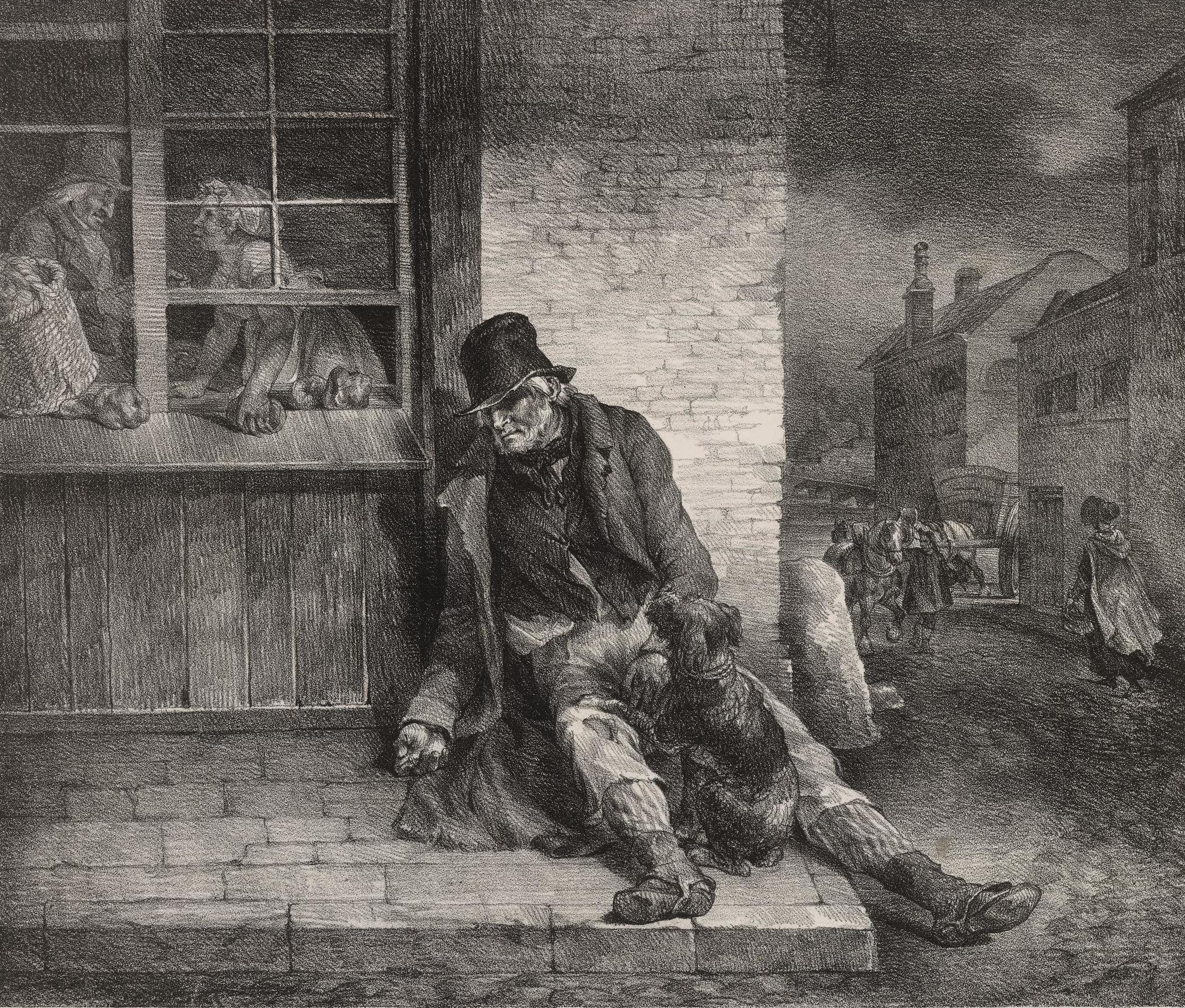
Lástima la difícil situación del pobre anciano. Ejemplo de la piedad

«Piedad» se refiere a la compasión, la clemencia o la misericordia que se tiene hacia algo o alguien.

## Etimología
La palabra piedad viene de la palabra pietas latina , la forma del sustantivo del adjetivo pius, que significa devoto o bueno.
Se define la pietas como un sentimiento que impulsa al reconocimiento y cumplimiento de todos los deberes, no solo para con la divinidad, los padres, la patria, los parientes, los amigos, sino para con todo ser humano.
Según el DRAE, recibe las siguientes acepciones: 1. Virtud que inspira, por el amor a Dios, tierna devoción a las cosas santas, y, por el amor al prójimo, actos de amor y compasión. 2. Amor entrañable que consagramos a los padres y a objetos venerandos. 3. Lástima, misericordia, conmiseración. 4. Representación en pintura o escultura del dolor de la Virgen María al sostener el cadáver de Jesucristo descendido de la cruz.

## Perspectiva Bíblica
Es sentir compasión hacia alguien que merece un castigo. En el Antiguo Testamento este término se relaciona con la misericordia (Ten piedad de mi oh Dios, conforme a tu misericordia Sal.). Pero en el Nuevo Testamento el término eusebia, traducido como piedad, incluye las ideas de temor a Dios, obediencia a sus mandamientos y vida religiosa. El énfasis es hacia la vida práctica. La doctrina que es conforme a la piedad (1 Ti.). O sea, que la piedad es la doctrina puesta en acción, vivida, practicada. Una persona de vida religiosa sincera era llamada piadosa. Así se nos habla de Simeón (...este hombre, justo y piadoso, esperaba la consolación de Israel Lc.). En el día de Pentecostés, moraban... en Jerusalén judíos, varones piadosos, de todas las naciones bajo el cielo (Hch.). La piedad no quedará sin recompensa y podemos verlo en 1 Ti.

Desecha las fábulas profanas y de viejas. Ejercítate para la piedad; porque el ejercicio corporal para poco es provechoso, pero la piedad para todo aprovecha, pues tiene promesa de esta vida presente, y de la venidera.

## Iconografía
Se representa a la piedad en forma de mujer haciendo un sacrificio con una cazolilla que humea en la mano y en la otra, el cuerno de la abundancia.